# Trobada a Farpoint
"Trobada a Farpoint" (títol original en anglès "Encounter at Farpoint") és l'episodi pilot i l'estrena de la sèrie estatunidenca de televisió de ciència-ficció Star Trek: La nova generació, que es va estrenar en redifusió el 28 de setembre de 1987. Va ser escrit per D. C. Fontana i Gene Roddenberry i dirigida per Corey Allen. Roddenberry va ser el creador de Star Trek, i Fontana va ser escriptora de la sèrie original. Originalment es va emetre com una pel·lícula de televisió de dues hores (amb anuncis) i les reposicions posteriors solen dividir l'episodi en dues parts.
Ambientada al segle XXIV (de la dècada de 2360 a la dècada de 2370), la sèrie segueix les aventures de la tripulació de la nau de la Flota Estel·lar de la Federació Enterprise-D. En aquest episodi, la tripulació de la nova "Enterprise" examina la misteriosa Estació de Farpoint que el poble Bandi ofereix a la Federació, mentre està sota l'escrutini d'una poderosa entitat divina que s'anomena a si mateix "Q" (John de Lancie).
L'episodi es va fer com a pilot per a la nova sèrie Star Trek, i va ser un episodi de doble durada per insistència de Paramount Television Group. Després que l'espectacle fos anunciat inicialment el 10 d'octubre de 1986, Roddenberry va formar un equip de producció que incloïa membres del personal de la sèrie original com Robert H. Justman. L'espectacle va utilitzar alguns decorats i accessoris existents de les pel·lícules de Star Trek i tant Star Trek (sèrie original) com Star Trek: Phase II. Es van contractar nous actors per al pilot, la qual cosa en alguns casos va requerir que els conceptes dels personatges es tornessin a desenvolupar per adaptar-se millor a l'actor. Marina Sirtis i Denise Crosby van ser contractades per als papers de Macha Hernandez i Deanna Troi respectivament, però més tard van ser canviades per Roddenberry i el nou paper de Crosby rebatejat a Tasha Yar.
DeForest Kelley va acceptar aparèixer en un paper cameo al pilot, però, com a gest a Roddenberry, es va negar a rebre un sou més que el sou mínim possible. El programa va fer el seu debut a la redifusió amb una resposta crítica mixta, una avaluació que va ser confirmada pels crítics que van revalorar l'episodi després del final de tota la sèrie. També va marcar la primera aparició de la maniobra de separació del plat d'emergència i l'única vegada que la seqüència de reconnexió del plat apareix a la pantalla.

## Argument
L'any 2364, el nou vaixell insígnia de la Federació Unida de Planetes, la USS Enterprise de la Flota Estel·lar, viatja al planeta Deneb IV per al seu viatge inaugural. La missió de l' Enterprise és obrir relacions amb els senzills Bandi, que d'alguna manera han estat capaços d'aprofitar immenses reserves d'energia i construir l'estació Farpoint, per sorpresa de la Federació. En el camí, l' Enterprise es troba amb un omnipotent que s'identifica com a Q, un membre del Q Continuum que declara que la humanitat està sent jutjada per salvatges, i decideix que les accions de la tripulació de l' Enterprise en la seva propera missió s'utilitzaran per jutjar el valor de la humanitat i determinar el seu destí com a raça. Abans de deixar que el vaixell reprengui el seu curs, Q adverteix al capità Picard (Patrick Stewart) que està destinat a fracassar.
Quan arriba l' Enterprise, els membres de la tripulació exploren les ofertes de l'estació Farpoint  i estableixen relacions amb el seu amfitrió, Bandi Groppler Zorn (Michael Bell). La tripulació sospita quan els articles que desitgen semblen aparèixer del no-res moments després i no poden identificar la font d'energia que alimenta l'estació. Deanna Troi (Marina Sirtis), una empàtica, detecta un ésser amb emocions poderoses però desesperades a prop, i la tripulació descobreix un estrany laberint sota l'estació, però Zorn no ofereix una explicació. Mentre la tripulació de l' Enterprise continua les seves exploracions, una gran nau alienígena desconeguda entra en òrbita, comença a disparar contra un antic assentament  Bandi prop de l'estació de Farpoint i segresta Zorn. Abans que Picard ordeni que els fasers siguin disparats contra la nau, Q sembla que li recorda el judici de la humanitat i li demana a Picard que enviï un equip fora a la nau alienígena.
L'equip visitant descobreix que la nau té passadissos similars als de Farpoint i poden alliberar en Zorn. Les seves accions fan que la nau alienígena es transformi en una criatura espacial semblant a una medusa, i Picard és capaç de deduir el misteri de l'estació de Farpoint. Confirma amb Zorn que es disculpa que els Bandi van trobar una forma de vida similar ferida al seu planeta i, mentre intentaven cuidar-la, també van aprofitar la seva capacitat per sintetitzar matèria per crear l'Estació Farpoint. La criatura ara en òrbita intenta ajudar a alliberar la seva parella atacant els que la mantenen captiva.
Encara que Q insisteix Picard de castigar els Bandi, Picard es nega, ordenant a l'Enterprise que dispari un raig d'energia vivificant cap a Farpoint després d'evacuar l'estació. El feix permet que la criatura lligada a la terra torni a transformar-se en la seva forma semblant a una medusa, i vola a l'òrbita per unir-se als seus companys. Mentre la tripulació observa la reunió de les criatures alienígenes, Q li diu a Picard que els humans han tingut èxit en la seva prova, però fa entreveure que es tornaran a trobar.

## Repartiment i doblatge al català
La sèrie va ser doblada al català pels estudis Tramontana (primera part) i Soundtrack (segona part) i emesa a TV3 l’any 1991. Els dobladors de l'episodi foren:
| Personatge       | Actor/actriu    | Veu en català        |
| ---------------- | --------------- | -------------------- |
| Jean-Luc Picard  | Patrick Stewart | Joan Crosas          |
| William Riker    | Jonathan Frakes | Antoni Forteza       |
| Data             | Brent Spinner   | Joaquim Sota         |
| Geordi La Forge  | LeVar Burton    | Aleix Estadella      |
| Worf             | Michael Dorn    | Enric Arquimbau      |
| Beverly Crusher  | Gates McFadden  | Pilar Rubiella       |
| Deanna Troi      | Marina Sirtis   | Alicia Laorden       |
| Tasha Yar        | Denise Crosby   | Teresa Manresa       |
| Wesley Crusher   | Wil Wheaton     | Roger Pera           |
| Q                | John de Lancie  | Carles Sales         |
| Zorn             | Michael Bell    | Eduard Lluís Muntada |
| Leonard McCoy    | DeForest Kelley | Josep Maria Zamora   |
| Oficial del pont | Colm Meaney     | Manel Català         |

## Producció

### Concepció i desenvolupament de la història
La nova sèrie Star Trek va ser anunciada el 10 d'octubre de 1986 pel cap del Paramount Television Group, Mel Harris. Va anunciar que el creador de Star Trek, Gene Roddenberry, havia de ser el productor executiu i liderar la creació de la nova sèrie. Va ser el segon intent de crear una nova sèrie de televisió en directe basada en Star Trek per a Paramount; la producció de l'intent anterior el 1977, anomenada Star Trek: Phase II, es va convertir en Star Trek: La pel·lícula. Quan es va prendre la decisió de no continuar amb la xarxa Paramount per a la qual havia estat programada per ser el vaixell insígnia, es va despertar l'interès per una nova pel·lícula després de l'estrena de Star Wars. Paramount havia presentat idees a Roddenberry a principis de 1986, ja que era el vintè aniversari de la sèrie original, però Roddenberry les va rebutjar i inicialment no volia fer una nova sèrie. Més tard va dir: "Va ser només quan la gent de Paramount va estar d'acord amb mi i va dir que una seqüela probablement era impossible de totes maneres quuan el meu interès es va despertar."
Les quatre grans cadenes van rebutjar la nova sèrie Star Trek, ja que no estaven disposades a comprometre's amb una primera temporada de vint-i-sis hores amb una franja horària garantida sense canvis, així com una campanya promocional del programa. L'equip va continuar amb el projecte amb el suport de Paramount. Roddenberry va començar a formar un equip de producció que incloïa col·legues que havien treballat amb ell a la sèrie original, com Robert H. Justman, David Gerrold, i Eddie Milkis. Justman va proposar tres idees als altres el 17 d'octubre, incloses les famílies a bord de la nau, un concepte que més tard es va convertir en l'holocoberta, i tant un androide com un personatge klíngon. Una idea discutida per l'equip de producció era que Deanna Troi tingués tres pits cosa que va objectar l'escriptora D. C. Fontana.
Fontana, que havia treballat anteriorment en diversos episodis de la sèrie original, va tenir l'encàrrec d'escriure el guió del pilot. L'equip de producció es va reunir per primera vegada el 18 de febrer de 1987, després d'haver va rebre el primer esborrany del guió de Fontana uns dies abans. La premissa original implicava que l 'Enterprise i el USS Starseeker s'apropaven a una forma de vida alienígena capturada per una raça anomenada Annoi i convertida en una arma. Després que l'Annoi va dir a les naus de la Flota Estel·lar que es rendissin, el Starseeker va obrir foc i va ser destruït, mentre que Troi va contactar amb l'alienígena i el va convèncer perquè s'estavellés en un planeta proper perquè l' Enterprise pogués ajudar-lo a alliberar-se. juntament amb el rescat d'altres presoners, els Annoi van ser utilitzats com a esclaus a la superfície. Malgrat els nombrosos canvis que s'han produït a la trama abans de la versió final, algunes de les presentacions de diversos personatges van arribar a la versió final. La trama que implica Q es va afegir posteriorment a l'episodi per tal d'allargar-lo. Roddenberry tenia com a objectiu un pilot d'una hora, però Paramount volia un espectacle de dues hores i finalment va guanyar. Es van afegir altres elements per allargar l'episodi, inclosa la seqüència de separació del plat i l'aparició de l'almirall Leonard McCoy.

### Càsting

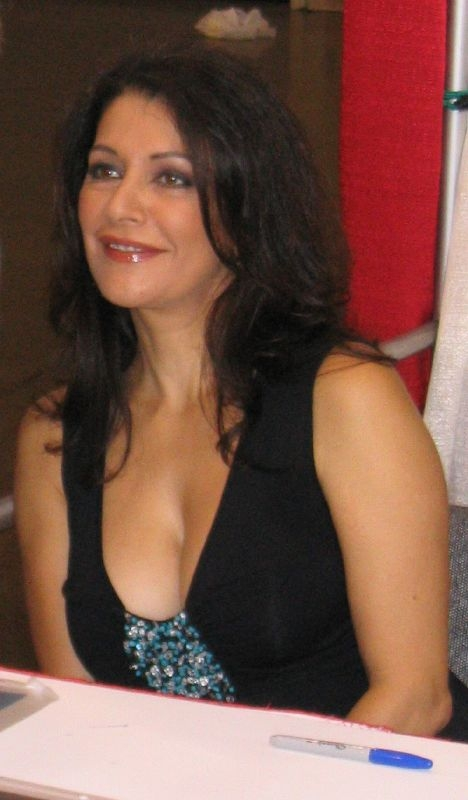
L'actriu anglesa Marina Sirtis va obtenir originalment el paper de cap de seguretat Macha Hernandez

Roddenberry es va adonar des del principi que una sèrie amb la tripulació original de Star Trek era poc probable que fos pràctica, ni volia refondre els papers o tenir una tripulació "recauxutada" (una sèrie de personatges diferents amb papers molt similars a la sèrie original). Va explicar: "No m'agradaria pensar que la nostra imaginació és tan esvelta que no hi ha altres possibilitats per pensar." La primera convocatòria de càsting es va enviar el 10 de desembre de 1986. Si bé alguns personatges com Geordi La Forge i Beverly Crusher segueixen sent reconeixibles a partir de les seves descripcions a la convocatòria inicial de càsting, d'altres tenen diferències clares; "Julien Picard" tenia un accent francès que el feia emocional, i Data no era caucàsic. Macha Hernandez era un cap de seguretat llatí basat en el paper de Jenette Goldstein a Aliens, mentre que Deanna Troi havia de semblar "estrangera" o més concretament de naturalesa islandesa o escandinava. Leslie Crusher figurava com una noia de quinze anys amb memòria fotogràfica, tot i que ràpidament es va canviar per un adolescent masculí anomenat Wesley. Justman va defensar una adolescent femenina, però Roddenberry va pensar que hi hauria un nombre més gran de històries disponibles si el personatge era masculí.
Patrick Stewart va interpretar el paper de Jean-Luc Picard després que Justman el veiés actuar a la Universitat de Califòrnia a Los Angeles. Roddenberry va insistir que volia un actor francès en el paper, però Justman va organitzar una reunió entre Stewart i l'equip de producció per presentar l'actor, i més tard Rick Berman va donar suport al càsting. Fontana va pensar que l'actor estatunidenc Stephen Macht estaria millor en el paper. Justman volia Stewart en el programa en certa manera, i amb Roddenberry encara oposant-se a ell com a Picard, Justman va suggerir que podria ser una bona solució per a Data. Com que Roddenberry no va trobar un actor que preferia més per a Picard, va cedir i va canviar el seu concepte de Picard per adaptar-se millor a Stewart. Tot i que Stewart estava disposat a posar un accent americà per interpretar el paper de Picard, els productors li van demanar que utilitzés el seu accent natural.. També el van provar amb un perruquí, però van pensar que semblava "horrible". Stewart es va mostrar satisfet d'haver rebut el paper, dient que els seus fills estaven impressionats amb la nova part i elogiava el mite de l'espectacle dient: "La gran força de 'Star Trek' radica aen la seva sensació èpica i clàssica. Per a un actor de la meva trajectòria, té més riquesa i profunditat del que podria esperar a la televisió."
El favorit de Roddenberry per a Riker era Jonathan Frakes, que va passar per set audicions abans de reclamar el paper. Tot i ser la segona opció de l'equip de càsting, va ser contractat després que la seva primera opció fos poc impressionant en la seva audició.
LeVar Burton havia treballat amb Justman en un altre pilot per a una sèrie anomenada Emergency Room i se li va suggerir que sol·licités el paper de La Forge. Per al públic estatunidenc, va ser l'actor més conegut del repartiment, a causa del seu paper a Roots.
Gates McFadden i Brent Spiner van obtenir els papers de Beverly Crusher i Data respectivament mitjançant els processos d'audició normals. Eric Menyuk també havia estat considerat per al paper de Data, i més tard seria el personatge recurrent del viatger en tres episodis posteriors. Justman va dir més tard que era l'únic de l'equip de producció que preferia Menyuk en el paper.
Marina Sirtis va fer una audició per al paper de Macha Hernandez, mentre que Denise Crosby va fer una audició per al paper de Deanna Troi. Ambdues van obtenir els papers amb l'aprovació de Berman i Justman, però Roddenberry va canviar els papers de les actrius ja que pensava que Sirtis seria més adequada per al paper de consellera de la nau. Macha Hernandez es va reescriure per convertir-se en Tasha Yar per adaptar-se millor a Crosby.
El paper de Worf requeria un actor negre per tal de fer que el maquillatge klingon fos més fàcil d'aplicar, i s'esperava que només fos un personatge recurrent, però després del càsting de Michael Dorn i el seu treball a "Trobada a Farpoint", es va ampliar el paper.
Wil Wheaton va ser emès com a Wesley Crusher malgrat el que va percebre com una  "horrible" primera audició. J. D. Roth també fou considerat per al paper.

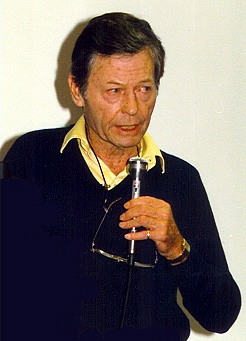
DeForest Kelley, que va interpretar Leonard McCoy a la sèrie original, va repetir el seu paper en un cameo en aquest episodi.

L'aparició de DeForest Kelley com a Leonard McCoy es va mantenir en secret, i el personatge només es coneixia als guions com "Almirall". Tot i que Roddenberry havia volgut que aparegués Kelley, va pensar que l'actor ho rebutjaria. Els dos van dinar junts i Roddenberry va suggerir l'aparició, i Kelley  va acceptar no sols presentar-se, sinó també que no agafaria res més que el sou base del Sindicat d'Actors de Cinema per al paper. Més tard va dir: "Només volia escalar, que fos la meva manera de donar les gràcies a Gene per les moltes coses bones que ha fet per mi".
John de Lancie es va perdre deliberadament la seva primera audició per a Q, ja que apareixia com a protagonista en una obra en aquell moment. Es va fer una segona audició a l'hora de dinar perquè hi pogués assistir. Més tard va dir que després de fer una audició, "un noi gran va sortir, em va posar les mans a l'espatlla i em va dir:" Fas que les meves paraules sonin millor del que són". Vaig dir: "Bé, tu has de ser l'escriptor". I va dir: "Sóc Gene Roddenberry". No tenia ni idea de qui era."
Colm Meaney va ser elegit com l'alferes del pont de batalla del vaixell, i després d'una nova aparició a l'episodi "Sol entre nosaltres", el seu personatge va rebre el nom de Miles O'Brien a la segona temporada.
El repartiment es va anunciar el 15 de maig de 1987. Hi va haver un cert grau d'incertesa pel que fa a la seguretat laboral durant el pilot per al repartiment principal, ja que no van saber fins després d'acabar la producció que el programa havia estat contractat per a tretze capítols més.

### Producció i rodatge
A causa del que es considerava un pressupost baix per al pilot i la sèrie en general, els decorats i equipaments existents de les pel·lícules de Star Trek es van reutilitzar en el nou programa. Milkis i Justman van rebre l'encàrrec de revisar els decorats de peu de les pel·lícules al solar de Paramount per veure què podien utilitzar. Més tard, el duet recordarà que un escenari estava tan completament cobert de excrements de gat a causa del nombre de gats que vivien al solar que la parella no podia caminar pel plató. Alguns sets es van reutilitzar, inclòs un revestiment del pont de l' Enterprise de Star Trek 3: A la recerca de Spock per actuar com a pont de batalla de l' Enterprise a la nova sèrie. El set d'enginyeria principal de Star Trek III es va convertir en el nou conjunt d'enginyeria principal, tot i que amb una consola de comandament de Star Trek IV afegida així com dues parets de la infermeria de Star Trek III. La resta del set d'infermeria es va convertir en la sala d'observació durant la primera temporada. Alguns dels conjunts contenien components tant de Star Trek: La pel·lícula com de la no filmada Star Trek: Phase II.
Després de fer proves amb una empresa d'efectes especials generada per ordinador, es va decidir que, per motius de fiabilitat, Industrial Light & Magic produiria els nous models de l' Enterprise, amb un cost de 75.000 $ per a una versió de 6 peus (1.8 m) i una de 2 peus (0.61 m). ILM també va ser fonamental per al desenvolupament de l'efecte especial "salt a curvatura", que va fer que la companyia es mantingués als crèdits finals del programa durant tota la seva emissió. El rodatge de "Trobada a Farpoint" va començar la producció al lot de Paramount el 29 de maig de 1987 i va acabar el 25 de juny. Wil Wheaton va assenyalar que durant el rodatge de "Trobada a Farpoint", la majoria del repartiment creia que la sèrie no duraria més d'un any.

## Recepció

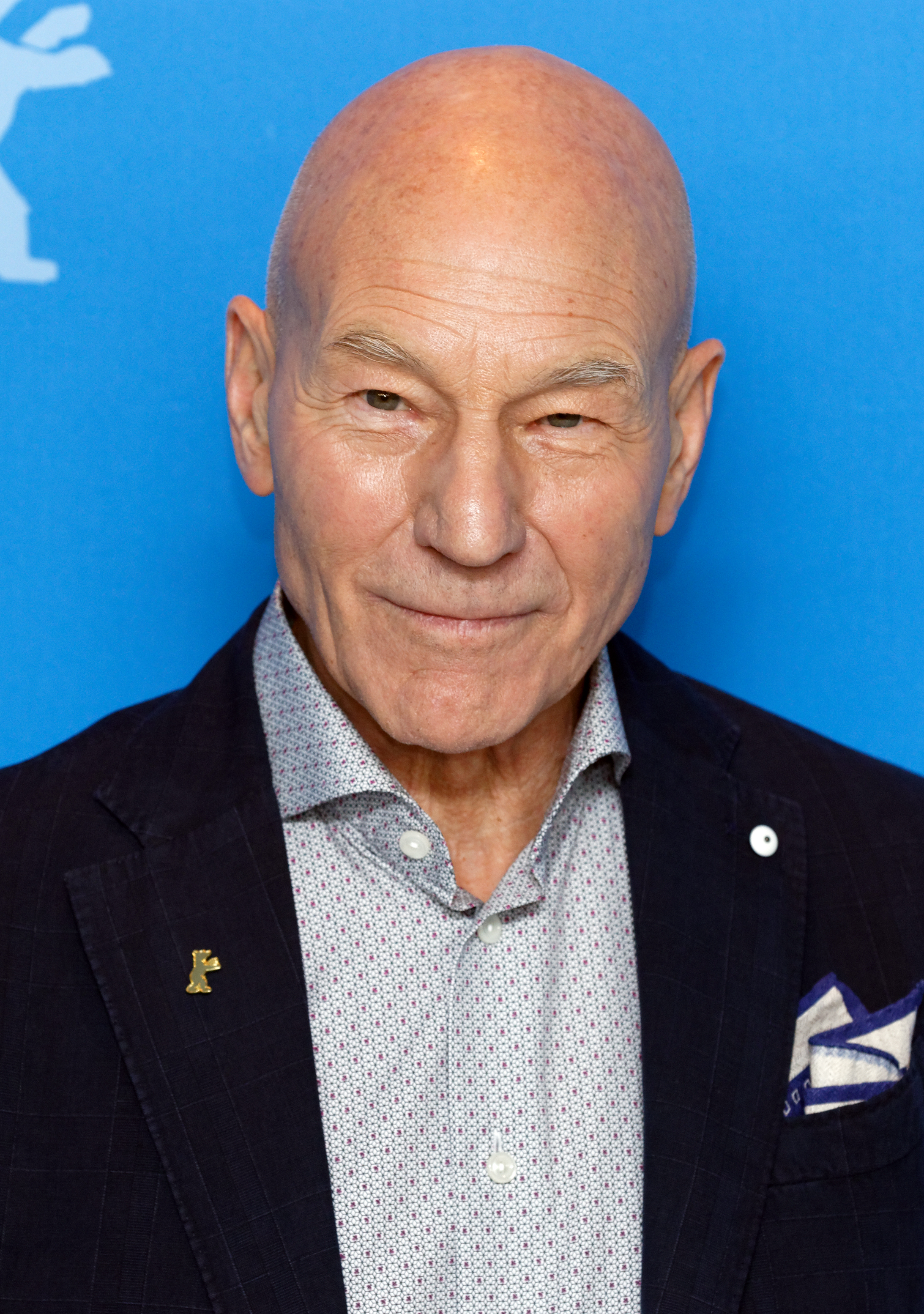
Un crític va descriure a Patrick Stewart com un "maleït bon actor", mentre que un altre pensava que era un "calb gris".

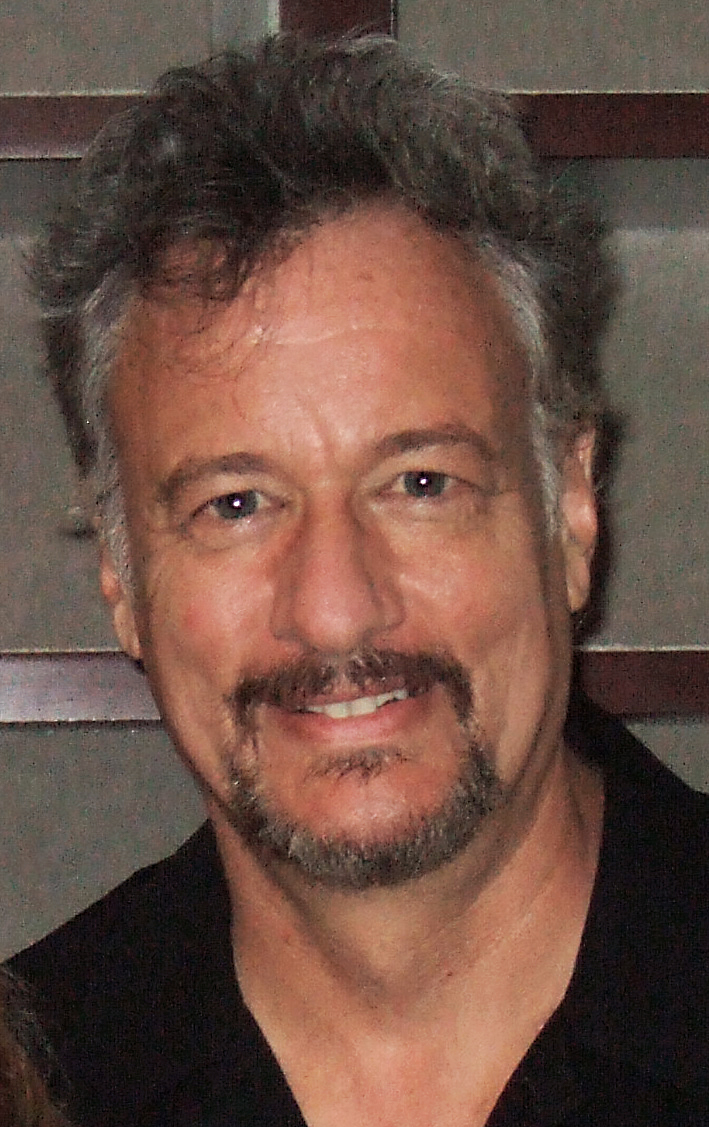
John de Lancie interpreta el paper del misteriós però poderós alienígena conegut com a Q.

El programa es va emetre tant a 98 emissores independents com a 112 afiliats a la xarxa. A diverses ubicacions, com Dallas, Los Angeles, Seattle i Miami, les emissores que emeten "Trobada a Farpoint" van obtenir una audiència més alta que les quatre cadenes principals durant el prime time. En general, es va emetre a una audiència de 27 milions. El programa es va considerar immediatament la "sèrie dramàtica redifosa d'una hora més valorada a la televisió".
Jill L. Lanford va veure l'episodi per The Herald Journal, abans de l'estrena de la sèrie. Va pensar que era una resurrecció d'una "llegenda". Creia que l'episodi en si recordava els clàssics episodis de Star Trek "L'arena" i "El senyor de Gothos", va ser el "vehicle perfecte per presentar la tripulació" i un "inici perfecte". Don Merrill, escrivint per TV Guide va dir que el programa era un "digne successor de l'original". Bob Niedt va revisar "Trobada a Farpoint" per a Newhouse News i va pensar que el programa tenia potencial a la part posterior de l'episodi, però hi havia problemes com ara "punts on el diàleg és per a vianants i les interaccions espetarreguen". Tom Shales de The Washington Post va veure el cameo de DeForest Kelley com "emocionant", però va pensar que Patrick Stewart era un "calb ombrívol que faria un millor vilà". Va sentir que Jonathan Frakes "va al punt de remilgat". L'actriu Marina Sirtis va recordar més tard les crítiques del debut del programa el 1987 mentre era entrevistada per promocionar la quarta pel·lícula de La nova generació, Star Trek: Nemesis, dient "ells ens odiaven".
Diversos crítics van revalorar l'episodi un temps després de l'emissió de la sèrie. Michelle Erica Green va revisar l'episodi de TrekNation, i va trobar l'episodi decebedor amb referències al personatge del capità Picard i les membres femenines de la tripulació i una manca de sentit de la diversió. L'actor Wil Wheaton, que també va revisar l'episodi anys després per a TV Squad, va donar a l'episodi un grau "C-", cosa que suggereix que "en aquell moment, els Trekkies que esperaven veure el Star Trek al qual estaven acostumats dels anys seixanta devien estar decebuts". Zack Handlen a The A.V. Club, va criticar alguns dels elements de l'episodi, com la "seqüència llarga i bastant inútil" on l' "Enterprise" experimenta una separació de mòduls i, en general, va descriure l'episodi "més funcional que inspirador". Va elogiar l'actuació de Patrick Stewart com el capità Picard, descrivint-lo com un "maleït bon actor" i va gaudir de John de Lancie com a Q.Li va donar a l'episodi una puntuació global de B−. James Hunt, de Den of Geek, va tornar a revisar el programa després de la reestrena de la primera temporada en Blu-ray Disc. Va afirmar, "encara que no fos el primer episodi, valdria la pena veure'l" tot i que prové de "la que podria dir-se la pitjor temporada de Star Trek". Keith DeCandido per Tor.com va pensar que el ritme de l'episodi era lent, però que tant Patrick Stewart com Brent Spiner van destacar de la resta del repartiment per bones raons. Li van agradar les referències a la sèrie original, especialment l'aparició de DeForest Kelley. Li va donar una puntuació general de quatre sobre deu. L'episodi va ser un dels pocs programes "Star Trek" recomanats per a la seva visualització per introduir als nous espectadors el mite del llibre de 1998 de Jon Wagnar i Jan Lundeen Deep Space and Sacred Time: Star Trek in the American Mythos.
L'episodi va ser classificat com un dels millors de la sèrie per The Hollywood Reporter i Den of Geek, i un dels episodis més importants centrats en Picard per SciFiPulse.net  i Tom's Guide..
L'episodi va ser nominat per a un Premi Hugo.
El 2021, Tom's Guide va dir que l'aparició del personatge Q en aquest episodi va ajudar a TNG a "funcionar", i el seu debut va aportar energia a l'episodi, un personatge que era enigmàtic, juganer i posseïdor d'un "enginy agut".

## Estrena en mitjans domèstics
Star Trek: La nova generació va fer el seu debut en VHS el setembre de 1991 amb "Trobada a Farpoint" com a episodi de llargmetratge en una sola cinta.Posteriorment es va publicar en DVD al regió 1 el març 26 de 2002. El so es va remasteritzar en Dolby Digital 5.1 Surround, i una sèrie d'entrevistes amb el repartiment i l'equip es van incloure al sisè disc.
Va ser llançat en VHS al Regne Unit.
LaserDisc
Aquest episodi es va publicar a la col·lecció "Q Continuum" de LaserDisc. La col·lecció es va publicar el 30 de juliol de 1997 i va ser publicada per Paramount Home Video; es ven al detall per 100 USD. El conjunt incloïa les dues parts "Trobada a Farpoint", "El joc d'en Q", "Què Q?" i "El déja Q" en discs òptics de 12 polzades en format NTSC amb una durada total de 230 minuts. La col·lecció venia en una jaqueta Tri-Fold que també incloïa una carta de l'actor Jon De Lancie.
"Trobada a Farpoint" es va publicar al Japó a LaserDisc el 10 de juny de 1995, com a part de Primera temporada Part.1. Això inclou episodis de la primera temporada fins a "Datalore" amb una durada total de 638 minuts en discs de vídeo òptics de 12 polzades.
"Trobada a Farpoint" es va llançar al LaserDisc en format PAL al Regne Unit com a part de la col·lecció The Pilots, l'abril de 1996. Inclou les versions en color de "La gàbia", "On ho ha anat mai cap home", "Trobada a Farpoint", "Emissary", i "El Guardià" amb un temps d'execució total de 379 minuts.
Blu-ray
"Trobada a Farpoint" va ser un dels primers episodis de la sèrie que es va publicar en Blu-ray Disc. L'episodi va ser remasteritzat en vídeo d'alta definició i va implicar l'equip de producció original en l'actualització d'alguns dels efectes especials de l'episodi. Va aparèixer al sampler d'un sol disc de la sèrie que es va llançar abans de qualsevol caixa de temporada completa a principis de 2012, titulat Star Trek: The Next Generation – The Next Level juntament amb dos episodis més. "Trobada a Farpoint" es va incloure posteriorment al llançament de Blu-ray Disc de la caixa de la primera temporada.

## Transmissió i streaming
"Trobada a Farpoint" es va emetre per primera vegada com una única pel·lícula de 2 hores de durada (inclosos anuncis) en redifusió a partir de la setmana del 28 de setembre de 1987. El codi de producció de la pel·lícula de 2 hores és 721, mentre que també es va presentar com a dos episodis de televisió amb els números de producció 101 i 102 .
En el llançament del servei de streaming Paramount+, el 4 de març de 2021, es va presentar una marató gratuïta fr Star Trek, amb els pilots de les diferents sèries de televisió Star Trek, inclòs "Trobada a Farpoint". La marató va començar a les 7 a. m. PT/10 a. m. ET i va ser transmesa en directe a la plataforma de vídeos d'Internet YouTube aquell dia.

## Novel·la
Una novel·lació d'aquest episodi va ser publicada per Pocket Books, va ser una de les cinc novel·litzacions que es van fer dels episodis de La nova generació, juntament amb "Unification", "Atac", "Relíquies", i "Totes les coses bones...". La novel·lització va ser atribuïda a l'escriptor original de la sèrie de Star Trek David Gerrold, però segons Gerrold el manuscrit va ser en realitat escrit per D.C. Fontana, qui Roddenberry va treure l'encàrrec després d'una disputa sobre els crèdits d'escriptura per a la sèrie original. Gerrold va presentar el manuscrit de Fontana amb el seu propi nom amb la benedicció de Fontana (sense informar a Roddenberry o Paramount) i va donar voluntàriament tots els ingressos de les seves vendes a Fontana. Al mateix Gerrold se li va negar el crèdit de co-creador de la sèrie malgrat haver escrit la "Bíblia" dels escriptors originals i se li va donar la novel·la com a disculpa financera.
La trilogia de novel·les The Q Continuum, amb el personatge Q, va ser concebuda per John J. Ordover a Pocket Books i escrita per Greg Cox. L'autor només va acceptar el projecte després de tornar a veure tots els episodis de televisió sobre Q.

### Novel·lització
- Encounter at Farpoint a l'Internet Speculative Fiction Database
- Encounter at Farpoint (novel) a Memory Alpha